# 澄川 (札幌市)
澄川（すみかわ）は北海道札幌市南区の地名。
精進川の東岸に広がる地域である。

## 歴史
澄川は、かつての豊平町大字平岸字精進川・真駒内・東裏・平岸・山の上・望月寒・精進川沿・焼山（一部）を含む地域である。
札幌本府の建設が始まったころ、この一帯はトドマツの森林であり、開拓使はここから木材を伐り出していた。
1871年（明治4年）、精進川の両岸に岩手県から入植者が来るものの、本格的な開拓には至らなかった。
1882年（明治15年）、福岡県（筑前国）遠賀郡山鹿村字正津ヶ浜から21戸が北海道移住のため出立し、そのうち9戸がこの地に入植することで開拓が始まった。ところが移住を斡旋した「報国社」がまもなく解散してしまい、移住者たちは住居もおぼつかなくなってしまった。同じく福岡県から福移に入植した「開墾社」の件と合わせ、事態は社会問題化した。1883年（明治16年）11月に福岡県で集められた救助金が届けられ、1885年（明治18年）まで送金された。前述の9戸もその分配を受け、大いに励まされたものの、開墾は容易ではなく、この地を去る者や小作となる者も多かった。
1885年には第2回の筑前移民が行われ、26個のうち19戸がこの地に入植した。しかし1889年（明治22年）の大冷害の影響もあり、彼らが定着するのは難しかった。1890年（明治23年）ころから、南1条西3丁目で呉服屋を営む石田篤三郎らが土地を取得。石田は小作制をとり、1892年（明治25年）には故郷の新潟から人を呼び寄せ、筑前移民の残留者とあわせて道半ばの開拓を続行させた。しかし呉服屋の経営が不振となったことから、これらの土地は1894年（明治27年）に大井上逸策に譲渡され、次いで大井上輝前の所有となった。
1896年（明治29年）、小樽三大網元のひとつ茨木家の茨木与八郎が土地を取得し、約63.8ヘクタールの「茨木農場」を開設した。また同年、精進川沿いの土地約180ヘクタールの貸下げを受けた阿部與之助が、そのうち130ヘクタールを造林地とした。阿部は1897年（明治30年）からカラマツの苗木を育てて植林を開始し、1912年（大正元年）秋に完了した。最終的に阿部造林は約240ヘクタールに及び、北海道内屈指の美林と称され、1913年（大正2年）には大日本山林会から有功章を授与された。一方、田畑を中心としていた茨木農場は、1925年（大正14年）からリンゴの苗木5000本を植えつけ、果樹栽培も始めた。彼らの働きにより、一帯は農業と林業で発展していった。
1944年（昭和19年）、精進川の流れにちなんで地名を「澄川」と改めた。

## 住所
| 町丁                 | 郵便番号 |
| -------------------- | -------- |
| 澄川1条1丁目～4丁目  | 005-0001 |
| 澄川2条1丁目～5丁目  | 005-0002 |
| 澄川3条1丁目～7丁目  | 005-0003 |
| 澄川4条1丁目～12丁目 | 005-0004 |
| 澄川5条3丁目～12丁目 | 005-0005 |
| 澄川6条3丁目～13丁目 | 005-0006 |
| 澄川○番地            | 005-0007 |

## 交通
鉄道
- 札幌市営地下鉄南北線
  - 澄川駅
  - 自衛隊前駅

バス
- 北海道中央バス
  - 西岡営業所が運行[7][8]
- 北都交通
  - 新千歳空港連絡バス[9]

かつて存在した鉄道
- 定山渓鉄道線（廃止）
  - 澄川駅
  - 慈恵学園停留所

## 施設
学校
- 札幌新陽高等学校（澄川5-7）
- 札幌市立澄川中学校（澄川6-6）
- 札幌市立澄川小学校（澄川5-4）
- 札幌市立澄川西小学校（澄川2-5）
- 札幌市立澄川南小学校（澄川5-13）
- 学校法人経専学園（澄川4-4）
  - 経専医療事務薬業専門学校（澄川3-6）
  - 経専北海道観光専門学校（澄川3-6）
  - 経専北海道どうぶつ専門学校（澄川3-6）
  - 経専北海道保育専門学校（澄川4-4）
- 札幌コンセルヴァトワール（澄川4-2）

企業
- ろまん亭（澄川4-2）
- 南区コミュニティエフエム（澄川3-6、廃止）

その他の施設
- 澄川図書館（澄川4-4）
- 紅桜公園（澄川389）